# Susan Lynch
Susan Lynch (Condado de Armagh, 5 de junio de 1971) es una actriz de cine, teatro y televisión de Irlanda del Norte, ganadora del Premio IFTA en tres ocasiones. Lynch también ganó el Premio de la British Independent Film a la Mejor Actriz de Reparto por la película de 2003 16 Years of Alcohol. Sus otras apariciones cinematográficas incluyen Waking Ned (1998), Nora (2000), Beautiful Creatures (2000),  From Hell (2001) y Bad Day for the Cut (2017).
Se formó en la Escuela Central de Oratoria y Drama, y en agosto de 2004, actuó en The Night Season en el National Theatre de Londres. En 2008 fue una de las protagonistas de la obra Los últimos días  Judas Iscariote en el Teatro Almeida.

## Filmografía seleccionada
- 1991 - The Bill
- 1998 - Waking Ned
- 2000 - Nora
- 2000 - Beautiful Creatures
- 2003 - 16 Years of Alcohol
- 2004 - Bodies
- 2006 - The Ten Commandments
- 2007 - Elizabeth: The Golden Age
- 2011 - Monroe
- 2017 - Bad Day for the Cut